# Френк Андервуд (Картковий будинок)
Френсіс Дж. «Френк» Андервуд (англ. Francis Joseph "Frank" Underwood) — вигаданий персонаж і протагоніст американського вебтелесеріалу «Картковий будинок» компанії Netflix, зіграний Кевіном Спейсі. Його прототитом є Френсіс Уркхарт, протагоніст британських роману і телесеріалу «Картковий будинок», за якими й знята американська версія. Він одружений з Клер Андервуд (Робін Райт), але незважаючи на це мав сексуальні стосунки з журналісткою Зої Барнс (Кейт Мара) в першому сезоні. Френк вперше з'явився в серіалі у пілотному епізоді під назвою «Глава 1».
Андервуд родом з Південної Кароліни, з містечка Гаффні.
Персонаж описаний як маніпулятивний, безсердечний, таким, що нехтує нормами моралі, і навіть огидним, але при цьому критики зі схваленням назвали його одним із найкращих телевізійних антигероїв 21 століття. Кевін Спейсі є одним із трьох акторів вебтелебачення (Netflix), які грали головну роль, що отримали номінацію на прайм-тайм премію «Еммі». Спейсі отримав дві номінації на премію «Золотий глобус», з яких виграв в одній, і три номінації на премію Гільдії кіноакторів США, включаючи одну номінацію за найкращий акторський склад, з яких він також виграв в одній за свою гру.

## Критика

### Нагороди та номінації
На 3-ій церемонії вручення премії Вибору телевізійних критиків Кевін Спейсі був номінований як найкращий актор драматичного серіалу за роль Френка Андервуда.
18 липня 2013 року Netflix отримала перші номінації на 65-ій церемонії вручення прайм-тайм премії «Еммі» за свої власні вебтелесеріали. Таких було три: «Уповільнений розвиток», «Гемлокова Штольня» та «Картковий будинок». Вперше три номінації на премію «Еммі» за найкращу головну роль були від вебтелесеріалів: номінацію за найкращу чоловічу роль у драматичному телесеріалі отримав Кевін Спейсі за виконная ролі Френка Андервуда, номінацію за найкращу жіночу роль у драматичному телесеріалі отримала Робін Райт за виконная ролі Клер Андервуд та номінацію за найкращу чоловічу роль у комедійному телесеріалі отримав Джейсон Бейтман за виконная ролі Майкла Блата у «Уповільненому розвитку». Спейсі також отримав номінації на «Золотий глобус» та премію Гільдії кіноакторів США за найкращу чоловічу роль у драматичному телесеріалі.